# Andrew Ortega
Andrew Ortega Walker (* 7. September 2005 in Los Angeles) ist ein US-amerikanischer Schauspieler.

## Leben
Seine bekannteste Rolle ist Sean de Soto aus der Serie Magie Akademie. Er hatte auch Gastauftritte in den Serien Henry Danger und Criminal Minds. Außerdem ist er in dem Film Ride Along: Next Level Miami zu sehen.

## Filmografie
- 2014: Criminal Minds
- 2016: Magie Akademie
- 2016: Ride Along: Next Level Miami